# Leopold B. Okulicki
Leopold B. Okulicki, poljski general, * 1898, † 1946.